# Maja Słodzińska
Maja Słodzińska (ur. 29 sierpnia 2006 w Szczecinie) – polska lekkoatletka specjalizująca się w skoku wzwyż, zawodniczka klubu UKS OSoT Szczecin oraz modelka.

## Kariera sportowa
Karierę lekkoatletyczną w skoku wzwyż zaczęła w kategorii do lat 12. Jako nastolatka stawała na podium młodzieżowych mistrzostw kraju, osiągając tytuły mistrzyni Polski w różnych kategoriach wiekowych. W 2022 roku wzięła udział w mistrzostwach Europy juniorów młodszych w Jerozolimie, gdzie zajęła 13. lokatę. W 2023 roku wzięła również udział w letnim olimpijskim festiwalu młodzieży Europy (EYOF), w Mariborze, plasując się na 7. miejscu z wynikiem 1.74 m, w kategorii do lat 18. W czerwcu 2023 roku wyrównała rekord życiowy – 182 cm – podczas zawodów w Opolu, zdobywając tym samym minimum na mistrzostwa Europy U-20. Po przerwie spowodowanej dyskopatią, Słodzińska wróciła do treningów na przełomie października–listopada. W 2023 roku wzięła udział w mistrzostwach Europy juniorów w Jerozolimie, gdzie zajęła 24. miejsce. W lutym 2025 zdobyła złoty medal na halowych mistrzostwach Polski U-20 w skoku wzwyż, zaliczając wysokości 173 cm.

## Kariera w modelingu
W 2024 roku Słodzińska wzięła udział w 13. edycji programu Top Model, w którym dotarła do półfinału programu, co umożliwiło jej rozpoczęcie pracy w modelingu – zrealizowała m.in. kampanie zdjęciowe, jednocześnie utrzymując treningi lekkoatletyczne. W tracie udziału w programie Top Model, została zauważona przez agencję modelingową Selecitve, z którą ostatecznie podpisała kontrakt.